# Ulrik Bak Nielsen
Ulrik Bak Nielsen (født 15. februar 1972 i Randers) er tidligere rektor for "Teknika - Copenhagen College of Technology Management and Marine Engineering" (tidligere Maskinmesterskolen København).
Ulrik er desuden forfatter til bogen "Verdens bedste faglærer", som udkom på Forlaget Praxis i 2013. Han har også bidraget med bl.a. et kapitel i bogen (antologi) "Kulturudvikling i skolen" - udgivet på Dansk Psykologisk Forlag.

## Karriere
- 2025 Direktør, Uddannelse og Studerende, Danmarks Tekniske Universitet[2] (DTU)
- 2021 – 2025 Rektor, Teknika - Copenhagen College of Technology Management and Marine Engineering (Tidligere Maskinmesterskolen København (Lyngby) [3]
- 2018 – 2021 Viceinstitutdirektør og kontorchef, DTU Engineering Technology og chef for LearningLab DTU
- 2016 – 2018 Udviklingsdirektør, NEXT Uddannelse København
- 2014 – 2018 Udviklings- og kommunikationschef, Københavns Tekniske Skole

## Uddannelse
- Cand.comm., Kommunikation, Pædagogik og Uddannelsesstudier, Roskilde Universitet
- Matematisk student, Randers Amtsgymnasium